# St-Gabriel (Tarascon)

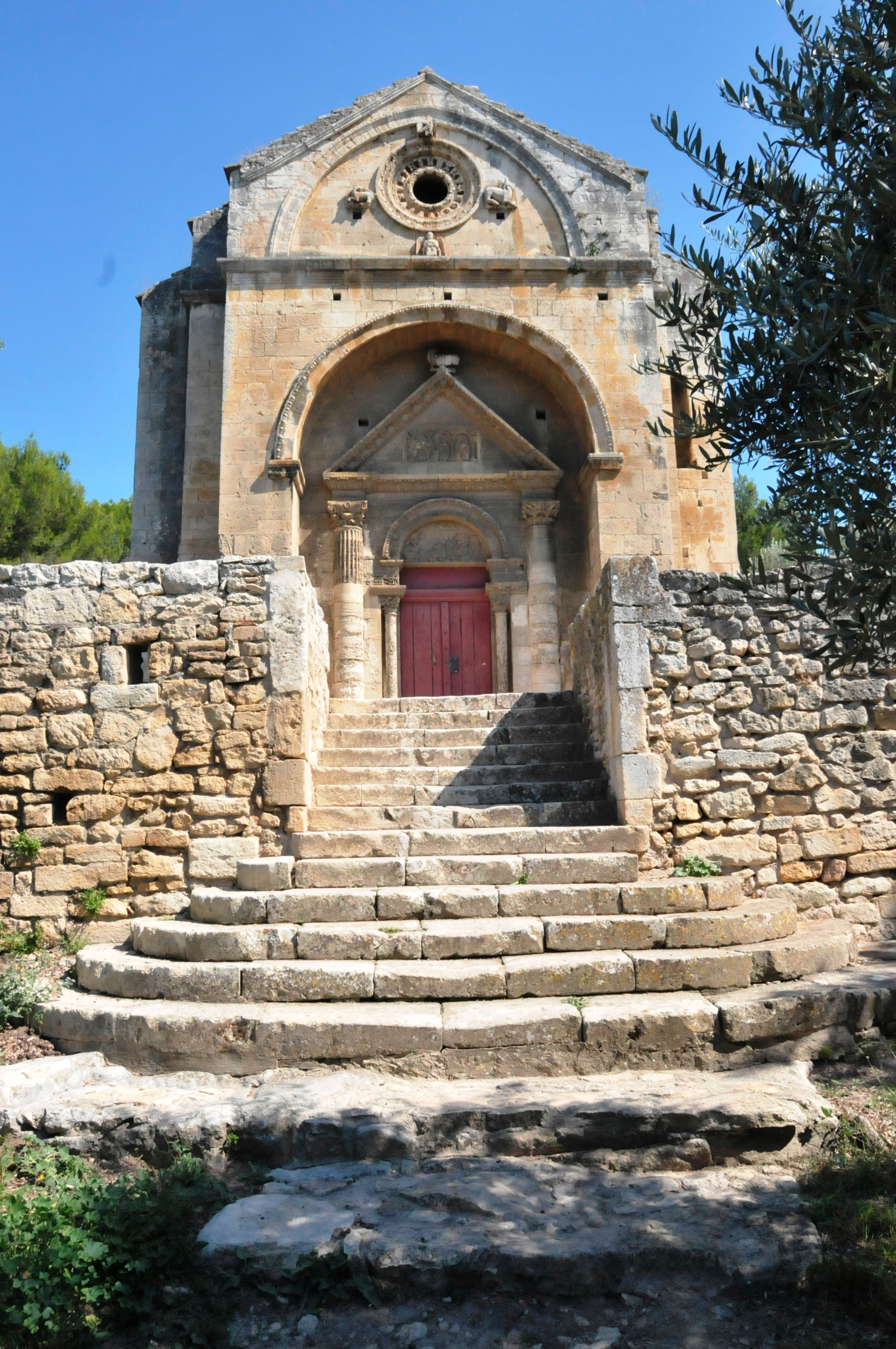
Westfassade

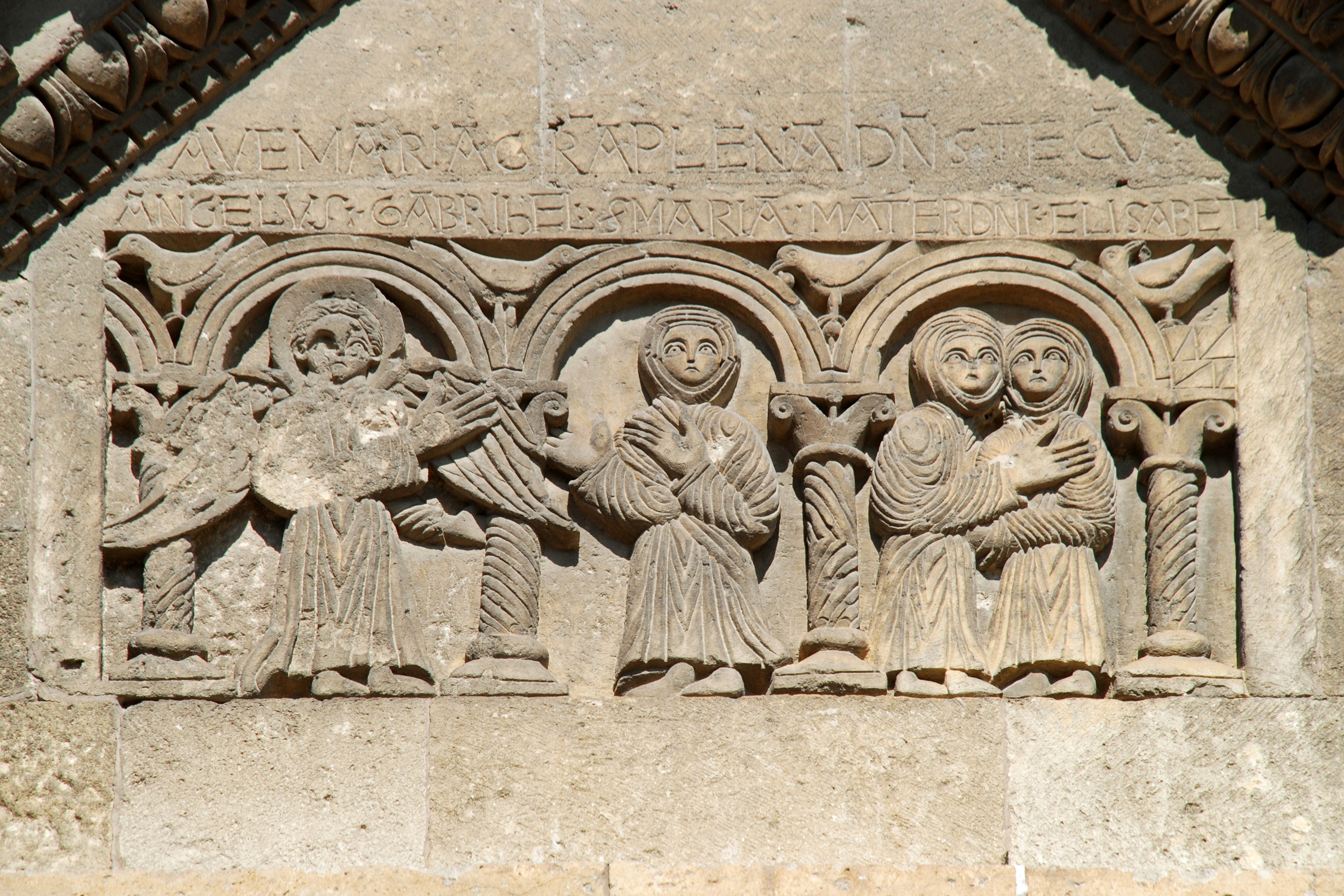
Der Erzengel Gabriel (links) in der Verkündigungsszene mit Maria (Mitte) und „Mariä Heimsuchung“ (rechts)

Saint-Gabriel ist eine dem Erzengel Gabriel geweihte romanische Kapelle bei Tarascon.

## Geografische Lage
Die Kapelle liegt südöstlich der französischen Stadt Tarascon nahe Saint-Étienne-du-Grès, im Département Bouches-du-Rhône, am linken Ufer der Rhone in der Region Provence-Alpes-Côte d’Azur. Sie steht in freier Feldflur am Hang in einem kleinen Olivenhain in unmittelbarer Nähe der Kreuzung der D 570n mit den Straßen D 970, D 32 und D 33. In römischer Zeit kreuzten hier in Ernaginum die Via Aurelia und die Via Domitia.

## Geschichte
Die Kapelle wurde in der zweiten Hälfte des 12. Jahrhunderts errichtet. Die älteste erhaltene Erwähnung eines Vorgängerbaus stammt von 858.

## Bauwerk

### Außenbau
Strebepfeiler bilden an den Außenwänden die Ansatzstellen des Gewölbes ab und verstärken die 1,20 Meter dicken Mauern. Im Gegensatz zur einfachen Gestaltung der Langhauswände steht die überaus reiche Gestaltung der Westfassade. Dort umfasst eine rundbogige Nische das als antike Ädikula ausgeführte Portal. Darin tragen zwei korinthische Säulen einen Dreiecksgiebel, auf dem ein Agnus Dei thront, und der seinerseits wiederum einen von zwei kleineren Säulen getragenen Rundbogen überspannt. Dieser an römische Triumphbögen erinnernde Aufbau, die antikisierenden Ornamentformen und die handwerklich präzise Ausführung des Mauerwerks sind charakteristisch für die Romanik der Provence.
Von deutlich geringerer Qualität hingegen sind die Reliefdarstellungen der Westwand. Die aufwändige Gestaltung des Rundfensters im Fassadengiebel zeigt die Symbole der vier Evangelisten. Im rechteckigen Feld des Dreiecksgiebels sind die Verkündigung und Heimsuchung dargestellt, im Tympanon Daniel in der Löwengrube und der Sündenfall.

### Innenraum
Die Apsis der einschiffigen Saalkirche ist im Innern halbrund, nach außen aber mit einem Fünfachtelschluss gestaltet. Das Langhaus besitzt drei Joche und ein von Gurtbögen getragenes, leicht angespitztes Tonnengewölbe. Durch den Hangbereich, in dem die Kapelle liegt, steigt auch der Boden im Inneren der Kapelle zum Chor hin an.